# A3高速公路 (羅馬尼亞)
A3高速公路（羅馬尼亞語：Autostrada A3）是羅馬尼亞一條部分通車的高速公路，連接首都布加勒斯特和接壤匈牙利邊境的博爾什，完成後全長584公里。大部份與國道1號平行。其中布拉索夫至博爾什一段稱為川西凡尼亞公路。
至2012年7月已通車路段長108公里，分別是布加勒斯特至普洛耶什蒂及肯皮亞圖爾濟至克盧日-納波卡兩段。